# The Great Mass
The Great Mass è l'ottavo album studio della band symphonic death metal greca Septicflesh. L'album è stato pubblicato sotto l'etichetta Season of Mist il 18 aprile 2011. Le registrazioni sono avvenute tra luglio e settembre 2010 negli studi di registrazione Devasoundz in Grecia e The Abyss in Svezia. L'album è stato prodotto da Peter Tägtgren, fondatore del gruppo death metal Hypocrisy e del progetto industrial metal Pain.
I testi sono stati scritti da Sotiris V., mentre le orchestrazioni sono state scritte da Christos Antoniou ed eseguite dalla Prague FILMharmonic Orchestra.
In seguito è stata commercializzata la versione completamente orchestrale dell'album, chiamata The Great Symphonic Mass. Dalla track-list sono state tolte due tracce (Therianthropy e Rising) e ne è stata aggiunta una tratta dall'album Communion (Persepolis).

## Tracce
1. The Vampire from Nazareth – 4:08
2. A Great Mass of Death – 4:46
3. Pyramid God – 5:13
4. Five-Pointed Star – 4:33
5. Oceans of Grey – 5:11
6. The Undead Keep Dreaming – 4:29
7. Rising – 3:16
8. Apocalypse – 3:55
9. Mad Architect – 3:36
10. Therianthropy – 4:28

## Formazione

### Musicisti
Septicflesh
- Seth Siro Anton - basso, voce "harsh"
- Sotiris Anunnaki V. - chitarra, voce pulita
- Christos Antoniou - chitarra, campionamenti
- Fotis Benardo - batteria

Collaborazioni
- Prague FILMharmonic Orchestra
- Androniki Skoula (Chaostar) - voce
- Iliana Tsakiraki (Meden Agan) - voce
- George Diamantopoulos (Chaostar) - kaval, yayli tanbur

Staff tecnico
- Peter Tägtgren - produzione, mixaggio
- Jonas Kjellgren - mastering
- Fotis Benardo, George Emmanuel, Steve Venardo - gestione dell'audio
- Christos Antoniou - orchestrazione
- Seth Siro Anton - copertina